# Alain Cophignon
Alain Cophignon est un esthéticien français né le 26 février 1963 à Paris. Il se forme auprès de Marc Jimenez, Sarah Kofman, Gilbert Lascault et Robert Misrahi. 

## Biographie
Alain Cophignon a soutenu en 2000 sa thèse de doctorat en arts et sciences de l'art à l'Université Panthéon-Sorbonne dont le jury, sous la présidence d'Olivier Revault d'Allonnes, comprenait notamment Jean-Marie Brohm, Costin Miereanu et Rémy Stricker. Après avoir enseigné la culture générale à Paris (notamment au Pôle universitaire Léonard de Vinci, au Conservatoire libre du cinéma français et à l'IESA arts & culture) puis à Caen, il est depuis 2015 professeur d'histoire de l'art à l'École européenne de graphisme et de publicité (EEGP), Angers.
Membre de la Société des gens de lettres et cofondateur de la Société musicale française Georges Enesco, Alain Cophignon est l'auteur d'une monographie consacrée à ce musicien (compositeur et violoniste) publiée chez Fayard, saluée par la presse francophone écrite, Internet ou audiovisuelle ainsi qu'étrangère ; il est lauréat du prix "Kastner-Boursault" de l'Académie des Beaux-Arts 2006 et du prix de la biographie des Muses 2007.
Il a été directeur artistique de Mecenart, site Web d'art moderne et contemporain, cofondateur des Rencontres musicales du Magnoac, directeur de l'Agence européenne du management culturel, et éditeur aux Éditions Josette Lyon des collections Les Interprètes créateurs et Les Maîtres à penser du XXe siècle. Sa pratique de la photographie l'a amené à exposer à Paris, en régions et à l'étranger.
Alain Cophignon est cofondateur en 2021 de la Galerie du chemin (Juigné-sur-Sarthe) spécialisée dans l'art moderne et contemporain. Il est aussi depuis 2020 élu conseiller municipal d'Avoise (Sarthe), adjoint au maire de 2022 à 2024.

## Ouvrages, publications
- La musique entre divertissement et défi existentiel : notes philosophiques, Actes du congrès international de Musicosophia, St. Peter, Allemagne, 1999.
- L'œuvre musicale de Georges Enesco et sa pensée du destin, Actes du symposium international Georges Enesco de musicologie, Bucarest, 1998 et du colloque de l'Académie internationale de Villecroze, 2001.
- Avant-propos à l'ouvrage de George Bălan, Emil Cioran : la lucidité libératrice ?, Éditions Josette Lyon (coll. « Les Maîtres à penser du XXe siècle »), Paris, 2003, 234 p.  (ISBN 978-2-84319-038-4).
- Georges Enesco, Librairie Arthème Fayard (Bibliothèque des grands compositeurs), Paris, 2006, 692 p.  (ISBN 978-2-213-62321-4) - George Enescu, traduit en roumain par Dominique Ilea, Éditions de l'Institut culturel roumain, Bucarest, 2009  (ISBN 978-973-577-578-0).
- Sous le tourbillon des couleurs : Isabelle Langlois, 2010, site de l'artiste.
- Annie Pelzak : Outre mer, 2015, blog de l'artiste.
- Préfaces aux catalogues publiés par la galerie du Chemin, Juigné-sur-Sarthe à l'occasion d'expositions monographiques consacrées à Bruno Pulga, Annie Pelzak (2022), Eric Saveau, Renée-Martine Crappier, Jef Friboulet (2023), Kristine Tissier (2024), Aurel Cojan et Roger Blaquière (2025).

## Expositions
- Visages, Façades, Studio Ethel, Paris, 1979 (en collaboration) — Exposition présentée les années suivantes à Annecy, Beaune, Châteauneuf-en-Auxois, etc. ; sélection présentée au Jacob Javits Center, New-York.
- Rivages, Studio Ethel, Paris, 1989.
- Rivages, Galerie L'Onde, Courseulles-sur-Mer, Normandie, 2014.
- Avoise, au fil de l’eau, Salle Brasdor, Avoise, 2018 (en collaboration).
- Reflets, Moulin de Parcé-sur-Sarthe, 2023 (en collaboration).